# NationStates
NationStates (ursprünglich Jennifer Government: NationStates) ist ein seit 2002 bestehendes Browserspiel, in dem Spieler die Rolle eines Staatsoberhauptes übernehmen und die Führung ihres fiktiven Landes simulieren. Es ist nur auf Englisch spielbar und wurde von Max Barry Ende 2002 als Marketingaktion für seinen Roman Logoland (Originaltitel: Jennifer Government) ins Leben gerufen. Innerhalb von drei Jahren hatte es eine halbe Million Spieler und war damit nach Cyber Nations der zweitgrößte Vertreter in seiner Kategorie. Von dieser Gesamtzahl an Spielern (heute über 4 Millionen[veraltet]) ist jedoch nur ein Bruchteil aktiv, im März 2015 waren dies mit über 135.000 gleichzeitig mehr als je zuvor.

## Spiel
Nach der Anmeldung wird der spielenden Person die Verantwortung für einen „Staat“ übertragen, dem sie bestimmte Parameter wie einen Namen, eine Hauptstadt, eine offizielle Religion, eine Staatsform und eine Währung zuweist.

### Spielaufbau
Das Spiel besteht hauptsächlich aus dem Treffen von politischen Entscheidungen, vor die man durch Issues („Probleme, Angelegenheiten“) gestellt wird. Dabei werden kurz eine gesellschaftlich relevante Situation geschildert und zwei oder mehr Lösungsvorschläge angeboten. Es ist auch möglich, eine Issue fallen zu lassen, also keine Entscheidung zu treffen. Bei manchen spezifischen Issues können auch Policies („Richtlinien“) angewendet werden, diese werden, anders als die Lösung der Normalen Issues, dauerhaft in einem eigenen Abteil angezeigt und verschwinden erst wenn man diese in einem Issue wieder abschafft.
Die Issues erscheinen in bestimmten, von den Spielenden bestimmbaren Abständen (fünf bis 14 pro Woche). Barry hatte ursprünglich 30 Issues geschrieben, was sich bald als zu wenig herausstellte, damit sich ein Staat ausreichend differenziert entwickeln kann. Darum dürfen seit Juli 2003 Teilnehmende, deren Nation mehr als 500 Millionen Einwohner hat, selbst erstellte Issues einbringen.
Die Issues haben keine „richtige“ oder „falsche“ Lösung. Die möglichen vorgegebenen Antworten sind meist extrem in der einen oder anderen Richtung und teilweise stark übertrieben oder schlichtweg lächerlich. Sie werden formuliert von fiktiven Vertretern verschiedener, oft extremistischer fiktiver Interessengruppen oder erfundenen Ministerien des Landes. Hier ist eine pädagogische Absicht zu erkennen: Die Spielenden lernen, dass es keine „vollkommenen“ Ansichten gibt, die in jeder Situation zu einem vernünftigen Ergebnis führen.

### Rankings

Die Regierungskategorien (englisch)

Die Entscheidungen der Spielenden beeinflussen den Status der jeweiligen Nation in Hinblick auf die drei Faktoren Political Freedom („politische Freiheiten“ – wie demokratisch der Staat ist), Personal Freedom („persönliche Freiheiten, Bürgerrechte“ – wie viele Freiheiten die Bevölkerung genießt) und Economical Freedom („wirtschaftliche Freiheiten“ – wie reguliert die Wirtschaft der Nation ist). Daneben gibt es noch einige andere Faktoren, z. B. Verbrechen, Industrie und öffentliche Ausgaben.
Anhand der drei zuerst genannten Werte werden die Nationen einer von 27 Government Categories („Regierungskategorien“, früher: UN Categories) zugewiesen, von Scandinavian Liberal Paradise („Skandinavisches liberales Paradies“) und Capitalist Paradise („Kapitalistenparadies“) bis hin zu Corporate Police State („Unternehmerischer Polizeistaat“) und Psychotic Dictatorship („Psychotische Diktatur“). Die anderen Werte werden zur Ermittlung der World Census Reports (früher: Daily UN Reports, „Tägliche UNO-Berichte“) verwendet, in denen alle vorhandenen Nationen in Hinblick auf ein aktuelles Charakteristikum geordnet aufgelistet werden (z. B. „die Staaten nach Höhe der Jugendkriminalität“).
Die Hauptseite einer Nation schließlich liefert eine kurze Beschreibung der Bevölkerung, Wirtschaft und der kürzlich getroffenen politischen Entscheidungen bzw. ihrer Auswirkungen.

### Regionen und Weltversammlung
Jede Nation ist Mitglied einer Region, welche mit Clans oder Gilden in anderen Spielen vergleichbar sind. Innerhalb dieser wird über das System der Endorsements (etwa: Unterstützungserklärungen) ein Delegierter gewählt, der die Region in der World Assembly (WA) vertritt. In der World Assembly sind zwar alle Nationen vertreten, welche beigetreten sind, die Delegierten haben bei den Abstimmungen über die Resolutionen jedoch für jedes Endorsement eine zusätzliche Stimme. Die World Assembly hieß bis 1. April 2008 United Nations, wechselte aber nach einer Abmahnung durch die Vereinten Nationen ihren Namen.
Das Spiel stellt jeder Region ein Portal zur Verfügung, in dem Informationen veröffentlicht werden können und ein Forum existiert.
Ebenso gibt es ein weltweites Forum, in dem Roleplaying betrieben werden kann – so werden etwa internationale Ereignisse wie Feste oder Konflikte gerollenspielt, Handelsverträge abgeschlossen oder Botschaften ausgetauscht. Gleichzeitig dient es als Diskussionsort über Resultionen für die World Assembly, die sich in Vorbereitung befinden.

### Statistik
Im Dezember 2004 wurden nach 2 Jahren Betrieb insgesamt über 1.000.000 eigenständige Nationen gezählt. Im Januar 2008 gab es über 70.500 aktive Nationen (unter 28 bzw. 60 Tage Inaktivität) und über 9.000 Regionen. Im März 2015 gab es über 135.000 aktive Nationen.

## NationStates 2
Nachdem NationStates 2 am 21. April 2008 angekündigt wurde, ging am 5. November 2008 eine Open Beta des Nachfolgers online. Im Vergleich zum Vorgänger enthielt NationStates 2 nun ein Handels- und Außenpolitiksystem, mit welchem es möglich war, direkt mit anderen Spielern zu interagieren. Im Gegensatz zu Teil 1 gab es auch Premium-Accounts zur Finanzierung des Spiels, welche die Möglichkeiten des Spielers bei der Gestaltung des Staates etwas erweiterten.
Am 1. Juli 2009 wurden die Server von NationStates 2 von der Entwicklerfirma, Jolt Online Gaming, geschlossen.